# دارا نور الدين
دارا نور الدين هو قاض وساسي عراقي. شغل منصب ووزير العدل منذ فبراير 2008 حتى عام 2010. اشتهر القاضي درا نور الدين بأنه القاضي الذي حكم بأنه المرسوم الذي صدر عن حكومة صدام حسين ويسمح بمصادرة الأراضي بدون تعويض مناسب غير دستوري، وقد حكم عليه بالسجن عدة سنوات، إلا إنه قضى 8 أشهر في السجن في سجن أبي غريب قبل اطلاق سراحه في تشرين الأول/أكتوبر 2002 في العفو العام الذي أصدره صدام حسين.
كان عضوا في مجلس الحكم العراقي المؤقت بعد احتلال الولايات المتحدة في للعراق عام 2003.